# Karl Wilhelm von Toll
Il conte Karl Wilhelm von Toll, in russo Карл Фёдорович Толль?, noto anche col nome russo di Karl Fedorovich Toll (Keskvere, 19 aprile 1777 – San Pietroburgo, 5 maggio 1842), è stato un generale e nobile russo di famiglia olandese.

## Biografia
Karl Wilhelm von Toll era il figlio secondogenito di Conrad Friedrich von Toll (1749-1821) e di sua moglie, Justine Wilhelmine Ruckteschell. La sua famiglia era di origini olandesi ma si era insediata in Svezia già dal XV secolo. Uno dei suoi antenati era stato ambasciatore svedese presso Ivan il Terribile e ne aveva ricevuto in cambio delle terre in Estonia dove la famiglia si era poi stabilita.
Toll iniziò la sua carriera militare nel 1796 dopo un periodo nel corpo dei cadetti di fanteria al comando di Mikhail Kutuzov. Prese parte alla spedizione in Svizzera di Aleksandr Suvorov del 1799-1800 e prese parte alla guerra della terza coalizione del 1805. Combatté nella battaglia di Austerlitz, nelle campagne contro l'Impero ottomano dal 1806 al 1809, e nella guerra della sesta coalizione, distinguendosi nella battaglia di Lipsia. Nel 1812 venne nominato quartiermastro generale della 1ª armata e diresse l'evacuazione di Mosca durante l'occupazione dei francesi. Successivamente guidò le sue truppe nella battaglia di Brienne e nella battaglia di Fère-Champenoise, entrando a Parigi nel 1815.
Nominato aiutante generale dello zar nel 1823 ed ottenuto il rango di generale di fanteria nel 1825, nel 1829 prese parte alla campagna militare contro i turchi dove fu a capo dello staff generale. Per il suo ruolo nella vittoria della battaglia di Kulevicha ottenne il titolo di conte dallo zar Nicola I di Russia. Nel corso della campagna militare in Polonia nel 1831, fu capo dello staff del generale Hans Karl von Diebitsch e gli succedette dopo la morte di questi. Prese parte all'assedio di Varsavia di Paskevič del settembre del 1831 e succedette a quest'ultimo generale quando questi venne ferito nell'ultima fase di assalto alla città. Nel 1833 prestò servizio nel consiglio di stato come ministro dei trasporti del governo russo, tributando particolare attenzione all'Istituto dei Trasporti dei Genieri. Si ritirò quindi a vita privata nella sua residenza nel governatorato di Estonia.
Il conte von Toll fu proprietario del castello di Aruküla (Estonia) che fece ricostruire in stile neoclassico. Alla sua morte venne sepolto nella cappella di famiglia presso il medesimo maniero.

## Matrimonio e figli
Karl Wilhelm von Toll sposò Olga Gustavovna Shtrandman (1796-1861), figlia del governatore generale della Siberia, Gustav Shtrandman, dama dell'Ordine di Santa Caterina dal 1819. La coppia ebbe in tutto otto figli, quattro maschi e quattro femmine tra cui:
- Aleksandr (1816-1892), padre del governatore di San Pietroburgo S. A. Toll
- Konstantin (1817-1884), creatore della tenuta di Fedorovskoye, sposò Ekaterina Nikolaevna Dolgoruköv.
- Nikolaj (1819-1880), maggiore generale
- Elzavetha (1821-1865), dama d'onore di corte (1838), sposò nel 1842 il barone E. R. Ungern-Sternberg.
- Karl Wilhelm (1834-1893), ambasciatore russo in Danimarca, suocero del ministro degli affari esteri russo A. P. Izvolsky.
- Helene Charlotte Louise (1833-1910), sposò il conte K. I. Palen.